# Arquitectura efímera deconstruida
Arquitectura efímera deconstruida es una reedición del cuarto álbum de estudio del grupo español Fangoria, Arquitectura efímera (2004). Fue lanzado el 4 de abril de 2005 por los sellos GASA, +Más y Warner Music México, casi un año después del álbum original. Fangoria colaboró para la producción con Carlos Jean y Spam. El primer disco contuvo el álbum original mientras que en el segundo disco titulado Remezclas y rarezas incluyó remezclas como las Vive la Fête; y colaboraciones como las de Sôber o Camela. Por último, un DVD donde aparece el programa Varietés, vídeos musicales o el concierto en el FIB de 2004.

## Información general
Se trata de un álbum con doble CD de audio + DVD de videos publicado coincidiendo con el decimoquinto aniversario de la fundación de Fangoria. El estuche se abre en cuatro tapas o solapas en cada una de las cuales vienen insertos respectivamente: En la solapa exterior-izquierda el libreto de letras y créditos; en la solapa central-izquierda el CD de "Arquitectura efímera"; en la solapa central-derecha el CD de "Remezclas y rarezas" y en la solapa exterior-izquierda el DVD. El libreto viene impreso en papel de revista.  Se trata de una edición especial de "Arquitectura efímera" que incluye un primer CD con el disco original, un segundo CD con las Caras B de los cuatro singles que se extrajeron del álbum (a saber: "Retorciendo palabras", "Miro la vida pasar", "La mano en el fuego" y, "Entre mil dudas") junto a tres temas inéditos y un DVD que incluye algunos videoclips, grabaciones en directo y fotografías.
Se han vendido 50.000 copias de esta reedición entre España y México.
Este álbum trae dos frases, las citas escogidas por Alaska y Nacho para este disco son las siguientes:
- "Es el final de la ironía.", de "Pecker", John Waters y,
- "Cuesta mucho ser auténtica señora; y en estas cosas no hay que ser rácana, porque una es más auténtica cuanto más se parece a lo que ha soñado de sí misma.", dicho por el personaje de Agrado (Antonia San Juan) disertando sobre cirugía estética en la película "Todo sobre mi madre" (© 1999) de Pedro Almodóvar.

## Lista de canciones
CD 1: Arquitectura efímera
| N°  | Canción                                    | Duración |
| --- | ------------------------------------------ | -------- |
| 1.  | "La mano en el fuego"                      | 2:51     |
| 2.  | "Retorciendo palabras"                     | 3:58     |
| 3.  | "Nadie mejor que tú"                       | 3:01     |
| 4.  | "Miro la vida pasar"                       | 4:04     |
| 5.  | "En otro mundo"                            | 3:13     |
| 6.  | "Entre mil dudas"                          | 4:18     |
| 7.  | "Adiós"                                    | 3:28     |
| 8.  | "El arte de decir que no"                  | 2:46     |
| 9.  | "Interior de una nave espacial abandonada" | 3:52     |
| 10. | "La diferencia entre la fe y la ciencia"   | 4:04     |
| 11. | "Teatro del dolor"                         | 3:07     |
| 12. | "Hoy aquí, mañana vete"                    | 3:36     |

* La última canción es una versión de la canción "Here Today, Gone Tomorrow", de Ramones.
CD 2: Remezclas y rarezas
| N°  | Canción                                                                   | Duración |
| --- | ------------------------------------------------------------------------- | -------- |
| 1.  | "Retorciendo palabras" (The Droyds Vocal mix)                             | 6:30     |
| 2.  | "Retorciendo palabras" (Les Germanetes Gilda remix)                       | 6:21     |
| 3.  | "Retorciendo palabras" (Jean extended play)                               | 5:40     |
| 4.  | "Miro la vida pasar" (Marc Almond's Fan - Gloriuos Electro remix)         | 6:46     |
| 5.  | "Miro la vida pasar" (En Plan Travesti - Remezclada por TV y TX)          | 6:04     |
| 6.  | "La mano en el fuego" (Vive La Fete 'Filo' remix)                         | 4:07     |
| 7.  | "Carlos baila en Otra dimensión" (Medley)                                 | 6:53     |
| 8.  | "Entre mil dudas" (Spam remix)                                            | 7:18     |
| 9.  | "Carne, huesos y tú" (Fangoria vs. Sober)                                 | 7:52     |
| 10. | "Interior de una nave espacial abandonada" (Xmorph remix by Icon Of Coil) | 6:04     |
| 11. | "Entre mil dudas" (Fangoria vs. Camela)                                   | 4:21     |
| 12. | "Algo de mí"                                                              | 4:03     |

- La última canción es una versión de Camilo Sesto.

DVD: Arquitectura efímera deconstruida
| N°   | Título                                                           |
| ---- | ---------------------------------------------------------------- |
| 1.   | Varietés - Programa de televisión presentado por Ketty Kauffman. |
| 2.   | Videoclips                                                       |
| 2.1. | "Retorciendo palabras"                                           |
| 2.2  | "Miro la vida pasar"                                             |
| 2.3  | "La mano en el fuego"                                            |
| 2.4  | "Entre mil dudas"                                                |
| 2.5  | "Interior de una nave espacial abandonada"                       |
| 3.   | Fangoria en el Festival Internacional de Benicàssim FIB 2004.    |
| 3.1  | "Nadie mejor que tú"                                             |
| 3.2  | "En otro mundo"                                                  |
| 3.3  | "Hoy aquí, mañana vete"                                          |
| 4.   | Halloween Travesti 2004.                                         |
| 4.1  | "Entre mil dudas"                                                |
| 4.2  | "La mano en el fuego"                                            |
| 4.3  | "Miro la vida pasar"                                             |
| 5.   | Galería de fotos.                                                |
| 5.1  | "Fangoria por Gaüeca"                                            |
| 5.2  | Entrega del Disco de oro                                         |